# I Spy (film)
I Spy is een Amerikaanse actie-komediefilm uit 2002 onder regie van Betty Thomas.

## Verhaal
Wanneer het prototype van het modernste Stealth-gevechtsvliegtuig van de Amerikaanse luchtmacht genaamd 'Switchblade' wordt gestolen, wordt een beroep gedaan op een van de topspionnen van de CIA, Alex Scott. Wat die niet verwacht, is dat hij als partner een eigenwijze burger krijgt in de persoon van bokskampioen Kelly Robinson. Samen moeten de twee een gevaarlijke, geheime spionagemissie tot een goed einde brengen. Met een mengeling van vakkundigheid en humor moeten ze Arnold Gundars, een van de meest succesvolle illegale wapenhandelaars ter wereld, te pakken krijgen en zijn misdadige plannen voor het vliegtuig dwarsbomen.

## Rolverdeling
- Eddy Murphy - Kelly Robinson
- Owen Wilson - Alex Scott
- Famke Janssen - Rachel
- Malcolm McDowell - Gundars
- Gary Cole - Carlos
- Phill Lewis - Jerry
- Viv Leacock - T.J.
- Keith Dallas - Lunchbox
- Tate Taylor - Lieutenant Percy
- Lynda Boyd - Edna
- Bill Mondy - McIntyre

## Achtergrond
I Spy is gebaseerd op een gelijknamige televisieserie (Nederlandse titel Dubbelspion) die oorspronkelijk van 1965 tot en met 1968 werd uitgezonden. De hoofdrollen werden daarin gespeeld door Bill Cosby en Robert Culp.